# Inter Fútbol Sala
L'Inter Fútbol Sala è una squadra spagnola di calcio a 5, con sede a Alcalá de Henares.
Fondata nel 1977, è la squadra più titolata d'Europa. Attualmente milita in Primera División.

## Storia del club

### Fondazione e primi trionfi
Il club Hora XXV venne fondato nel 1977 dal giornalista José María García con lo scopo di giocare partite benefiche e di esibizione, per presentare in Spagna il calcio a 5, già diffuso in Sud America e che in Europa muoveva i suoi primi passi.
Ne facevano parte giocatori quali López Ufarte, Adelardo e Amancio.
In quegli anni andava formandosi anche il primo organismo di governo della disciplina; la FEF disputò il suo primo campionato nella stagione 1978-79.
In tale stagione l'Hora XXV guadagnò il diritto a giocare la prima divisione per l'anno seguente.
Nel 1979-1980 alla sua prima stagione di massimo campionato, con il nome di Interviú Hora XXV e il patrocinio delle Ediciones Zeta, vinse il suo primo campionato.

### Interviú Lloyd's
Il dominio sul campionato spagnolo, per la compagine in maglia verde, durò anche le successive due stagioni. A partire dal 1981-1982 la squadra variò denominazione in Interviú Lloyd's, dando avvio ad un binomio decennale ricchissimo di soddisfazioni a partire appunto dal campionato di quella stagione, vinto con il patrocinio del El Corte Inglés, e seguito da altri sei titoli nazionali e tre coppe di Spagna. In questi anni per l'Interviú si registra anche una finale prestigiosissima, sotto l'egida della FIFUSA partecipa alla finale del campionato mondiale per club, battuto di misura 2-1 dai brasiliani del Bradesco.
Nel momento in cui la gestione del calcio a 5 passò alla LNFS, l'Interviú non perse il suo smalto di dominatrice, conquistando anche i titoli 1989-1990 e 1990-1991, la coppa di Spagna del 1990 e le due Supercoppe del 1990 e del 1991; ma anzi diede al suo prestigio un valore finalmente internazionale vincendo l'European Champions Tournament del 1991.

### Boomerang Interviú
All'inizio della stagione 1991-92 la squadra, con la collaborazione di El Corte Inglés e Grupo Zeta, cambia denominazione in Interviú Boomerang, questo binomio rimarrà, con fasi alterne sino alla fine della stagione 2006-2007. L'iniziale denominazione non porta molti allori, sino alla stagione 1995-1996 con il campionato, la coppa e la successiva supercoppa di Spagna. L'innalzamento del livello del futsal spagnolo e soprattutto europeo ha fatto sì che il Boomerang non riuscisse più a fare incetta di titoli a partire dalla seconda parte degli anni 1990. CLM Talavera, ElPozo Murcia Turística, Caja Segovia Fútbol Sala e Playas de Castellón hanno tenuto la squadra madrilena lontana dal titolo sino alla stagione 2001-2002.
Il ritorno in auge del Boomerang è stato comunque tra i più forti, dando vita ad un ciclo aureo che si è riflettuto anche all'esterno dei confini spagnoli e sulla stessa nazionale spagnola a cui il club ha passato molti suoi giocatori. Tra il 2001 ed il 2007 sono finiti in bacheca quattro campionati di Spagna, cinque Coppe di Spagna, quattro Supercoppe, due Coppe UEFA, tre edizioni della Coppa Intercontinentale ed una Copa Ibérica.
In mezzo a questa miriade di titoli, nel corso della stagione 2002-03 il Boomerang è riuscito in una impresa difficilmente ripetibile, ovvero vincere tutti i trofei a disposizione: Campionato, Coppa nazionale, Supercoppa nazionale, Coppa Iberica e Futsal Cup.

### Il trentennale e i nuovi successi internazionali
Il Boomerang, di gran lunga la formazione più titolata di Spagna e tra le più titolate a livello mondiale, non è riuscito a festeggiare in modo degno il trentennale della sua fondazione: dopo l'incoraggiante conferma a campione del mondo nell'Intercontinentale contro il Malwee/Jaraguá, battuto per 3-1 a Portimão in Portogallo, nell'aprile del 2007 si è fatta sfuggire la Coppa UEFA venendo sconfitta in finale per 2-1 dalla Dinamo Mosca, ed è stata sconfitta anche nella finale del campionato spagnolo dall'ElPozo Murcia.
La stagione 2007-08 si è dimostrata ricco di soddisfazioni già nei primi mesi: l'Interviù Fadesa, così ridenominato durante l'estate, ha iniziato vincendo la Supercoppa di Spagna battendo il Murcia per 6-4; il 27 gennaio 2008 ha poi superato i connazionali del Lobelle de Santiago Fútbol Sala per 6-4 a Niš in Serbia conquistando la sua prima Coppa delle Coppe. Il 9 aprile, infine, i madrileni si sono confermati per la quarta volta consecutiva campioni del mondo battendo il Malwee/Jaraguá per la quarta volta nelle ultime quattro edizioni.
Nella stagione 2008-09 la máquina verde ha collezionato la sua terza Coppa UEFA battendo nettamente i campioni uscenti del MFK Viz-Sinara Ekaterinburg, raggiungendo la finale del campionato seppur battuti dai rivali del Murcia con un secco 2-0 nella serie finale. La successiva stagione invece segna uno dei punti più bassi della storia dei madrileni: sfumata la finale della Supercoppa, mancano la Coppa di Spagna e, distratti dagli impegni europei, perdono terreno in campionato.
Nella fase finale della Coppa UEFA a Lisbona si sbarazzano degli azeri dell'Araz in semifinale e giungono all'atto finale contro i padroni di casa del Benfica che, sostenuti dall'impianto pieno, battono gli spagnoli e conquistano il loro primo trofeo. Il contraccolpo è talmente forte che, in campionato, la squadra madrilena esce immediatamente dai play-off per il titolo, sconfitti dal MRA Navarra giunto settimo nella stagione regolare.

## Cronistoria
| Cronistoria dell'Inter Fútbol Sala |
| --- |
| - 1977 · Fondazione dell'Inter Fútbol Sala. - 1977-89 · Campionati regionali. - 1989-90 · 1ª nel girone Pari di División de Honor, Campione di Spagna (1º titolo). Vince la Coppa di Spagna (1º titolo). - 1990-91 · 2ª nel girone A di División de Honor, Campione di Spagna (2º titolo). Vince la Supercoppa di Spagna (1º titolo). Vince l'European Champions Tournament (1º titolo). - 1991-92 · 1ª nel girone B di División de Honor. Semifinalista play-off scudetto. Vince la Supercoppa di Spagna (2º titolo). - 1992-93 · 2ª nel girone B di División de Honor. Semifinalista play-off scudetto. - 1993-94 · 4ª nel girone B di División de Honor. - 1994-95 · 1ª nel girone A di División de Honor. Finalista play-off scudetto. - 1995-96 · 2ª in División de Honor, Campione di Spagna (3º titolo). Vince la Coppa di Spagna (2º titolo). - 1996-97 · 7ª in División de Honor. Quarti di finale play-off scudetto. Finalista di Coppa di Spagna. Vince la Supercoppa di Spagna (3º titolo). 3ª in European Champions Tournament. - 1997-98 · 3ª in División de Honor. Semifinalista play-off scudetto. - 1998-99 · 4ª in División de Honor. Quarti di finale play-off scudetto. Finalista di Coppa di Spagna. - 1999-00 · 5ª in División de Honor. Semifinalista play-off scudetto. Semifinalista di Coppa di Spagna. - 2000-01 · 4ª in División de Honor. Semifinalista play-off scudetto. Vince la Coppa di Spagna (3º titolo). - 2001-02 · 4ª in División de Honor, Campione di Spagna (4º titolo). Quarti di finale di Coppa di Spagna. Vince la Supercoppa di Spagna (4º titolo). 4ª in Coppa Intercontinentale. - 2002-03 · 1ª in División de Honor, Campione di Spagna (5º titolo). Finalista di Coppa di Spagna. Vince la Supercoppa di Spagna (5º titolo). Semifinalista di Coppa UEFA. - 2003-04 · 1ª in División de Honor, Campione di Spagna (6º titolo). Vince la Coppa di Spagna (4º titolo). Vince la Supercoppa di Spagna (6º titolo). Campione d'Europa (1º titolo). - 2004-05 · 2ª in División de Honor, Campione di Spagna (7º titolo). Vince la Coppa di Spagna (5º titolo). Finalista di Supercoppa di Spagna. Semifinalista di Coppa UEFA. Vince la Coppa Intercontinentale (1º titolo). - 2005-06 · 2ª in División de Honor. Semifinalista play-off scudetto. Finalista di Coppa di Spagna. Vince la Supercoppa di Spagna (7º titolo). Campione d'Europa (2º titolo). Vince la Coppa Intercontinentale (2º titolo). - 2006-07 · 1ª in División de Honor. Finalista play-off scudetto. Vince la Coppa di Spagna (6º titolo). Finalista di Coppa UEFA. Vince la Coppa Intercontinentale (3º titolo). - 2007-08 · 2ª in División de Honor, Campione di Spagna (8º titolo). Semifinalista di Coppa di Spagna. Vince la Supercoppa di Spagna (8º titolo). Vince la Coppa delle Coppe (1º titolo). Vince la Coppa Intercontinentale (4º titolo). - 2008-09 · 2ª in División de Honor. Finalista play-off scudetto. Vince la Coppa di Spagna (7º titolo). Vince la Supercoppa di Spagna (9º titolo). Campione d'Europa (3º titolo). - 2009-10 · 2ª in División de Honor. Quarti di finale play-off scudetto. Semifinalista di Coppa di Spagna. Semifinalista di Supercoppa di Spagna. Finalista di Coppa UEFA. - 2010-11 · 3ª in División de Honor. Quarti di finale play-off scudetto. Quarti di finale di Coppa di Spagna. Quarti di finale di Coppa del Re. Finalista di Supercoppa di Spagna. Vince la Coppa Intercontinentale (5º titolo). - 2011-12 · 3ª in Primera División. Semifinalista play-off scudetto. Semifinalista di Coppa di Spagna. Semifinalista di Coppa del Re. Vince la Supercoppa di Spagna (10º titolo). Finalista di Coppa Intercontinentale. - 2012-13 · 3ª in Primera División. Semifinalista play-off scudetto. Quarti di finale di Coppa di Spagna. Semifinalista di Coppa del Re. Finalista di Supercoppa di Spagna. - 2013-14 · 1ª in Primera División, Campione di Spagna (9º titolo). Vince la Coppa di Spagna (8º titolo). Ottavi di finale di Coppa del Re. - 2014-15 · 1ª in Primera División, Campione di Spagna (10º titolo). Quarti di finale di Coppa di Spagna. Vince la Coppa del Re (1º titolo). Finalista di Supercoppa di Spagna. Turno élite di Coppa UEFA. - 2015-16 · 1ª in Primera División, Campione di Spagna (11º titolo). Vince la Coppa di Spagna (9º titolo). Quarti di finale di Coppa del Re. Vince la Supercoppa di Spagna (11º titolo). Finalista di Coppa UEFA. Fase a gironi di Coppa Intercontinentale. - 2016-17 · 1ª in Primera División, Campione di Spagna (12º titolo). Vince la Coppa di Spagna (10º titolo). Ottavi di finale di Coppa del Re. Finalista di Supercoppa di Spagna. Campione d'Europa (4º titolo). - 2017-18 · 1ª in Primera División, Campione di Spagna (13º titolo). Finalista di Coppa di Spagna. Semifinalista di Coppa del Re. Vince la Supercoppa di Spagna (12º titolo). Campione d'Europa (5º titolo). - 2018-19 · 4ª in Primera División. Quarti di finale play-off scudetto. Semifinalista di Coppa di Spagna. Semifinalista di Coppa del Re. Vince la Supercoppa di Spagna (13º titolo). 4ª in Champions League. - 2019-20 · 1ª in Primera División, Campione di Spagna (14º titolo). Semifinalista di Coppa di Spagna. Ottavi di finale di Coppa del Re. - 2020-21 · 6ª in Primera División. Quarti di finale play-off scudetto. Vince la Coppa di Spagna (11º titolo). Vince la Coppa del Re (2º titolo). Vince la Supercoppa di Spagna (14º titolo). Semifinalista di Champions League. - 2021-22 · 2ª in Primera División. Quarti di finale play-off scudetto. Semifinalista di Coppa di Spagna. Ottavi di finale di Coppa del Re. Semifinalista di Supercoppa di Spagna. - 2022-23 · 6ª in Primera División. Semifinalista play-off scudetto. Finalista di Coppa di Spagna. Quarti di finale di Coppa del Re. Finalista di Supercoppa di Spagna. - 2023-24 · 4ª in Primera División. Quarti di finale play-off scudetto. Quarti di finale di Coppa di Spagna. Ottavi di finale di Coppa del Re. |

## Denominazioni
- dal 1977 al 1979: Hora XXV
- dal 1979 al 1981: Interviú Hora XXV
- dal 1981 al 1991: Interviú Lloyd's
- dal 1991 al 1996: Interviú Boomerang
- dal 1996 al 1999: Boomerang Interviú
- Stagione 1999/2000: Airtel Boomerang
- dal 2000 al 2002: Antena3 Boomerang
- dal 2002 al 2007: Boomerang Interviú
- Stagione 2007/2008: Interviú Fadesa
- dal 2008: InterMovistar Alcalá

## Allenatori
- 1989-1991 ·  Manuel Saorín
- 1991-1992 ·  Javier Lozano
- 1992-1996 ·  Jesús Mateos
- 1996-1998 ·  David Córdoba
- 1998-2008 ·  Jesús Candelas
- 2008-2009 ·  Juanlu Alonso
- 2009-2010 ·  Juanlu Alonso,  Jesús Candelas
- 2010-2011 ·  David Marín
- 2011-2012 ·  David Marín,  Chema Jiménez,  Daniel
- 2012-2019 ·  Jesús Velasco
- 2019-2022 ·  Faustino Pérez
- 2022- ·  Pato

### Allenatori premiati

#### Futsal Awards
- Jesús Velasco: 2014, 2015, 2016, 2017, 2018
- Jesús Candelas: 2004, 2008

## Palmarès

### Competizioni nazionali
- Campionato spagnolo: 14 (record)

1989-1990, 1990-1991, 1995-1996, 2001-2002, 2002-2003, 2003-2004, 2004-2005, 2007-2008, 2013-2014, 2014-2015 
2015-2016, 2016-2017, 2017-2018, 2019-2020
- Coppa di Spagna: 11 (record)

1989-1990, 1995-1996, 2000-2001, 2003-2004, 2004-2005, 2006-2007, 2008-2009, 2013-2014, 2015-2016, 2016-2017
2020-2021
- Coppa del Re: 2

2014-2015, 2020-2021
- Supercoppa di Spagna: 14 (record)

1990, 1991, 1996, 2001, 2002, 2003, 2005, 2007, 2008, 2011
2015, 2017, 2018, 2020

### Competizioni internazionali
- Coppa UEFA: 5 (record)

2003-2004, 2005-2006, 2008-2009, 2016-2017, 2017-2018
- Coppa delle Coppe: 1

2007-2008
- Coppa Intercontinentale: 5 (record)

2005, 2006, 2007, 2008, 2011
- European Champions Tournament: 1

1990-91

## Organico

### Rosa
| N° | Naz.                  | Ruolo | Sportivo        | Anno       |  |  |
| -- | --------------------- | ----- | --------------- | ---------- |  |  |
| 1  | Spagna (bandiera)     | POR   | Jesús Herrero   | 04.11.1986 |  |  |
| 2  | Spagna (bandiera)     | LAT   | Cecilio Morales | 06.07.1992 |  |  |
| 3  | Argentina (bandiera)  | LAT   | Lucas Tripodi   | 18.06.1994 |  |  |
| 6  | Spagna (bandiera)     | LAT   | Raúl Gómez      | 25.10.1995 |  |  |
| 7  | Spagna (bandiera)     | LAT   | Rubi Lemos      | 13.11.1987 |  |  |
| 8  | Spagna (bandiera)     | DIF   | José Raya       | 08.05.1997 |  |  |
| 10 | Serbia (bandiera)     | LAT   | Jovan Lazarević | 11.09.1997 |  |  |
| 12 | Spagna (bandiera)     | LAT   | Borja Díaz      | 19.08.1992 |  |  |
| 13 | Spagna (bandiera)     | LAT   | Eric Martel     | 24.02.1992 |  |  |
| 14 | Spagna (bandiera)     | DIF   | Sepe            | 22.11.1990 |  |  |
| 16 | Slovacchia (bandiera) | LAT   | Tomáš Drahovský | 07.10.1992 |  |  |
| 19 | Brasile (bandiera)    | PIV   | Fits            | 23.05.1992 |  |  |
| 24 | Spagna (bandiera)     | LAT   | Pola            | 26.06.1988 |  |  |
| 27 | Spagna (bandiera)     | POR   | Jesús García    | 27.12.2000 |  |  |
| 72 | Brasile (bandiera)    | DIF   | Carlão          | 01.08.1988 |  |  |
| 92 | Brasile (bandiera)    | POR   | André Deko      | 03.12.1992 |  |  |

### Staff tecnico
- Pato - Allenatore
- Leo Herrera - Vice allenatore
- Chicho Ibáñez - Preparatore atletico
- José Prieto - Fisioterapista